# Danimar
Carlos Alberto Soares, conhecido artisticamente como Danimar (São Carlos, 23 de setembro de 1965) é um compositor e cantor brasileiro.
Com mais de 2 mil composições, teve suas canções gravadas por várias duplas e cantores brasileiros: Edson & Hudson, Chitãozinho & Xororó, Di Paullo & Paulino, Guilherme & Santiago, Rick & Renner, César Menotti & Fabiano, Sandy & Junior, Marcos & Belutti, Daniel, Chico Rey & Paraná, Chrystian & Ralf, Eduardo Costa, Gusttavo Lima, Cristiano Araújo, Henrique & Juliano, Bruno & Marrone, Zé Henrique & Gabriel, Gian & Giovani, Julio Iglesias, entre outras.
É responsável por grandes sucessos como "Do outro lado da cidade", "Dois corações e uma história",  "Prazer por Prazer", "Viola Calada" e muitos outros.

## Carreira
Começou a compor em 1990. Conheceu Carlos Randall durante uma viagem, e com ele formou uma das duplas de compositores admirada dos anos 1990. Suas composições são no estilo sertanejo, tendo com seus parceiros compositores Carlos Randall, Tivas, Tobias, André L., entre outros.
Em 1994, as músicas de sua autoria "Sintonizo o Coração" (composta com Carlos Randal e Tivas) e "A Gente Fica Sem Se Amar", ambos foram gravadas pela dupla sertaneja Zezé Di Camargo & Luciano, tornando assim, sucesso nacional. A músicas "Rio e Nova York", "Não dá pra esperar", "Eu acabo voltando", "Deve ser amor", "Indiferença em seu olhar", "Encanto de menina", "Outra vez por amor", "Não tenha dúvida", "Amores que vem e que passam", "A mais louca paixão", "Eu assumo" composta por Danimar e Carlos Randall, também foram gravadas por Zezé Di Camargo & Luciano.
Fez a dupla Diego & Danimar com seu irmão Diego. Em 2013, gravaram um DVD, com participação especial de Zezé di Camargo e Luciano e do cantor Gabriel Farias.
Em 2016, se apresentou com o projeto "O cantor e suas composições", no qual fez shows cantando suas próprias composições, que fazem sucesso na voz de grandes artistas do meio sertanejo.

### Outras Composições famosas
- A gente fica sem se amar (com Carlos Randall)
- A mais louca paixão (com Tivas e Carlos Randall)
- Amor, pra que bye bye?
- Amores que vêm e que passam (com Carlos Randall)
- Cadê você que não está (com Tivas e Carlos Randall)
- Do outro lado da cidade (com Carlos Randall)
- Enamorado e sonhador (com Carlos Randall)
- Eu achei bão (com Carlos Randall)
- Free lance (com Carlos Randall)
- Indiferença em seu olhar (com Carlos Randall)
- Não dá pra espera (com Carlos Randall)
- Não provoca (com Carlos Randall)
- Não tenha dúvida (com Tivas e Carlos Randall)
- Ninguém vai bagunçar a minha vida (com César Augusto)
- O que vai ser de nós (com Tivas e Carlos Randall)
- Ontem você me amava (com Carlos Randall e Alexandre Hartmann)
- Outra vez por amor (com Carlos Randall)
- Pedras (com Carlos Randall)
- Pinta e borda (com Tivas)
- Por esse amor (com Carlos Randall)
- Por que (com Carlos Randall e João Gustavo)
- Preciso do seu coração (com Carlos Randall)
- Rio e Nova York (com Carlos Randall)
- Sintonizo o coração (com Tivas e Carlos Randall)
- Solidão no seu lugar (com Carlos Randall)
- Tá no meu coração (com Tivas e Carlos Randall)
- Coração de fora (com Carlos Randall)
- Vez em quando vem me ver (com Carlos Randall)
- Você não sabe amar (com Carlos Randall)